# Murrayglossus hacketti
L'echidna gigante di Hackett (Murrayglossus hacketti Glauert, 1914) è una specie estinta di echidna, unico rappresentante del genere Murrayglossus. Era, fino al 2022, considerato parte del genere Zaglossus.
Vissuto nel Pleistocene superiore in Australia orientale, se ne conosce l'esistenza grazie al ritrovamento di alcune ossa, dalle quali si può stimare che M. hacketti misurasse almeno 1 metro di lunghezza e pesasse circa 20-30 chilogrammi, il che ne farebbe il più grande monotremo mai vissuto.